# Pristichampsus
Pristichampsus è un genere estinto di rettili, appartenente ai crocodilomorfi. Visse tra il Paleocene superiore e l'Eocene medio (tra 60 e 45 milioni di anni fa). I suoi resti sono stati ritrovati in Europa (Francia) e Asia (Kazakistan). 

## Classificazione
Pristichampsus è considerato una forma arcaica di coccodrillo, appartenente a una famiglia a sé stante, i Pristichampsidae. 
La specie tipo di Pristichampsus (il cui nome significa "coccodrillo - sega", per via della forma dei denti) è P. rollinatii, dell'Eocene medio della Francia, conosciuta solo attraverso frammenti. A questo genere vennero ascritte in seguito altre specie attribuite in precedenza ad altri generi, come Boverisuchus magnifrons e Weigeltisuchus geiseltalensis, rappresentate da fossili molto più completi rispetto alla specie tipo. A questo genere sono state inoltre attribuite altre specie provenienti dal Kazakistan ( P. birjukovi e P. kuznetzovi).
A seguito di una revisione del genere Pristichampsus operata da Brochu (2013), si è ritenuto che P. rollinati fosse basato su materiale troppo frammentario e non sufficientemente diagnostico, e il genere Pristichampsus è stato quindi considerato un nomen dubium. Gli esemplari completi (P. geiseltalensis e P. magnifrons) sono stati riattribuiti a Boverisuchus, che è stato reintegrato come genere valido. Brochu (2013) ha inoltre riassegnato la specie Crocodylus vorax, precedentemente assegnata a Pristichampsus da Langston (1975), come una seconda specie di Boverisuchus. 

## Nella cultura di massa
Nel primo episodio della terza serie della fiction tv Primeval appare un esemplare di Pristichampsus, dapprima nel British Museum di Londra e poi in giro per la città.